# 德普耶 (蒙大拿州)
德普耶（英語：Dupuyer）是位於美國蒙大拿州龐多雷縣的普查規定居民點。

## 歷史
德普耶的郵局自1882年營運至今。

## 人口
根據2020年美國人口普查的數據，德普耶的面積為12.05平方千米，當中陸地面積為12.04平方千米，而水域面積為0.01平方千米。當地共有人口93人，而人口密度為每平方千米7.72人。